# Kobaltallergie
Kobaltallergie is een type-4 allergie voor het metaal kobalt. Dit wordt vastgesteld met plakproeven, waarbij 2% kobalt(II)chloride in vaseline wordt gebruikt.
In een overzicht van resultaten van plakproeven (gedurende 20 jaar bij 15000 Deense patiënten) bleek bij 2,4% van de geteste mannen en 4,3% van de vrouwen een contactallergie aantoonbaar. In de gewone bevolking ligt het cijfer natuurlijk veel lager.
Mensen die allergisch zijn voor kobalt zijn meestal (75%) ook allergisch voor nikkel en/of chroom (getest als kaliumdichromaat). Kobaltallergie zonder andere allergieën is relatief zeldzaam. Mogelijk ontstaat dit doordat nikkel-allergische patiënten sieraden dragen waarin ook kobalt verwerkt is.

## Relevantie
Een allergie voor kobalt geeft zelden klachten: mensen zijn wel overgevoelig voor kobalt, maar hun klachten worden niet minder door kobalt te vermijden; de blootstelling aan kobalt is onder normale omstandigheden voor de meeste mensen overigens zeer gering. Kobalt kan voorkomen in nat cement, drukinkt, verf, houtolie, sieraden, blauwe cosmetica. Verergering van eczeem door gebruik van vitamine B12 (waarin kobalt aanwezig is) is weleens beschreven.